# Lacconectus laccophiloides
Lacconectus laccophiloides är en skalbaggsart som beskrevs av Zimmermann 1928. Lacconectus laccophiloides ingår i släktet Lacconectus och familjen dykare.

## Underarter
Arten delas in i följande underarter:
- L. l. balabacicus
- L. l. luzonicus
- L. l. laccophiloides